# Incze Sándor (lapszerkesztő)
Incze Sándor (1908-ig Stein Mór) (Kolozsvár, 1889. augusztus 10. – New York, 1966. január 24.) magyar lapszerkesztő, író, pedagógus, Incze Henrik (1871–1913) író, lapszerkesztő unokaöccse.

## Élete
Incze (Stein) Mór (1860–1918) és Izrael Antónia fiaként született. 1908-ban Harsányi Zsolttal megalapította a Színházi Újságot szülővárosában. 1910–1938 között a Színházi Élet című hetilap alapító-szerkesztője volt Harsányi Zsolttal. 1915–1920 között forgatókönyvíróként is működött. 1938-ban a második világháború elől Amerikába emigrált. 1945-től tanított.

## Művei
- Magyarok Amerikában (1923)
- Színházi életeim (visszaemlékezés, 1987)